# Interrupteur reed
Pour les articles homonymes, voir ILS et Reed.

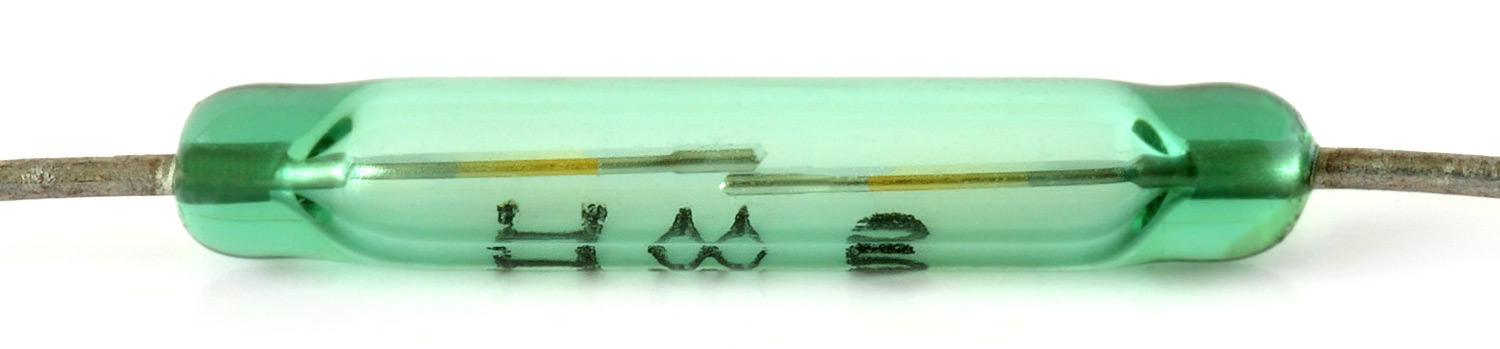
Interrupteur à lames souples, montrant les contacts.

REED NO (Normalement Ouvert) avec un aimant.

Un interrupteur reed ou interrupteur à lames souples — dénommé ILS — est un interrupteur magnétique dont les deux contacts magnétisés sont en alliage fer-nickel, souvent protégés par une couche d'or et de zinc, et sont placés dans une bulle de verre contenant du diazote en général. Si un aimant bien positionné se trouve à proximité, l'interrupteur ouvre ou ferme.

## Description
L'interrupteur reed est généralement constitué d'une ampoule de verre protectrice contenant une atmosphère non oxydante (sans oxygène ni vapeur d'eau) et deux contacts souples. Ces contacts sont magnétisables et élastiques, à base de fer doux par exemple. En présence d'un champ magnétique, les contacts s'aimantent par influence, et sont attirés l'un par l'autre. Ils se rapprochent et se touchent, établissant le courant. Lorsque le champ magnétique cesse, l'aimantation cesse aussi, et l'élasticité des contacts les écarte, coupant le courant. 
En temps normal, les deux contacts sont éloignés d'une dizaine de micromètres environ, mais sous l'effet d'un champ magnétique, ils se rapprochent jusqu'à la fermeture de l'interrupteur.
Il existe aussi des interrupteurs bicontacts qui permettent de déterminer le sens du champ magnétique.
Il existe deux types de contacts : NC/NF (Normalement Clos/Fermé) ou NO (Normalement Ouvert – Normally Open). Sous l'effet d'un champ magnétique, un contact NO se ferme et inversement un contact NC/NF s'ouvre. 
Les interrupteurs REED sont utilisés pour leur durée de vie et leur fiabilité : on considère qu'un tel interrupteur peut effectuer de l'ordre de 10 millions de cycles ouverture/fermeture. 
L'intensité de commutation est de l'ordre de 500 mA et 200 V, pour les ILS standards.
L'interrupteur est commercialisé par peu de fabricants, à cause des techniques avancées nécessaires à la production des interrupteurs.

## Applications courantes
Les applications de ces interrupteurs sont nombreuses et variées. 
Ils sont très utilisés pour éteindre et allumer une lampe. Ils peuvent constituer une alternative avantageuse aux capteurs à effet Hall car ils ne consomment pas d'énergie lorsqu'il n'y a pas de magnétisme (l'interrupteur est ouvert).
Exemple : Pour relever les niveaux de produits chimiques.
Ils sont aussi utilisés comme capteurs dans des appareils électroniques (téléphone portable à clapet...), en automobile et dans les lave-linges comme capteur de positionnement de la porte du tambour.
Ils sont bien souvent utilisés en tant que capteur fin de course pour les vérins, ou en générateur d'impulsions de comptage : un aimant fixé sur la partie mobile modifie l'état de l'interrupteur en passant devant, transmettant ainsi une information au système de commande ou au compteur.
Il est possible aussi de s'en servir comme relais, en remplaçant l'approche d'un aimant par une bobine entourant le dispositif, avec toutefois deux inconvénients par rapport à un opto-coupleur (ou photo-coupleur) : une inductance du circuit primaire, et un temps de réaction non négligeable, de l'ordre du dixième de seconde.
Actuellement les deux usages grand public les plus courants pour ces interrupteurs sont :
- dans le cadre de la domotique la détection des ouvrants dans un local (alarme) ;
- dans le cadre du modélisme la détection de la position des trains électriques sur un réseau de voie.

## Causes de destruction
On considère que les interrupteurs REED ont une durée de vie mécanique de 100 millions de cycles et une durée de vie électrique de 10 millions de cycles. Ce sont de très longues durées de vie pour des circuits électroniques.
Sur les retours industriels, les causes de destruction sont :
- Destruction des pattes du composant à cause d'une fabrication déficiente
- Fusion partielle de la surface du composant à cause de quelques arcs électriques
- Problèmes de fonctionnement liés à l'existence de micro billes de verre dues au processus de scellement des ampoules (chauffage au Laser)
- Rarement : Phénomène d'électrolyse à cause d'une différence de potentiel lorsque l'interrupteur est ouvert